# بچه گالاهاد
بچه گالاهاد (به انگلیسی: Kid Galahad) یک فیلم سینمایی آمریکایی در ژانر موزیکال محصول سال ۱۹۶۲ میلادی با بازی الویس پرسلی است. این فیلم وقتی در اوت ۱۹۶۲ در ایالات متحده اکران شد در لیست فیلم‌های پرفروش آن سال معرفی شد.

## بازیگران
- الویس پرسلی در نقش والتر گلیک
- گیگ یانگ در نقش ویلی گروگان
- لولا آلبرایت در نقش دالی فلچر
- جوآن بلکمن در نقش رز گروگان
- چارلز برانسون در نقش لو نایاک
- دیوید لوئیس به عنوان اتو دانزیگ
- رابرت امهارت به عنوان مینارد
- روی رابرتس به عنوان جری باتگیت
- لیام ردموند به عنوان پدر هیگینز
- جودسون پرات به عنوان هوارد زیمرمن
- ند گلس به عنوان مکس لیبرمن
- اد اسنر به عنوان فرانک گرسون (بدون سابقه)
- رد وست
- مایکل دانته نقش جوی شاکز
- ریچارد دیوون در نقش ماروین
- موشی کالاهان به عنوان داور مبارز[۲] به عنوان رامون "Sugarboy" رومرو
- جورج ج. لوئیس به عنوان مربی رومرو
- هارولد 'تامی' هارت[۳] به عنوان تامی هارت - داور
- جان گونسالولس (گونزالوز) بوکسور حرفه ای سبک‌وزن، به عنوان قهرمان بوکس برای الویس پریسلی دو برابر است[۴][۵][۶][۷][۸]